# Campionati italiani di triathlon lungo del 1998
I Campionati italiani di triathlon lungo del 1998 sono stati organizzati dalla Federazione Italiana Triathlon e si sono tenuti a Follonica in Toscana, in data 20 settembre 1998.
Tra gli uomini ha vinto per la seconda volta consecutiva Massimo Guadagni (Pettinelli Triathlon), mentre la gara femminile è andata a Astrid Perathoner (F.I.Tri.).

## Risultati

### Élite uomini
| Pos. | Atleta                 | Società sportiva       | Nuoto    | Bici     | Corsa    | Totale   |
| ---- | ---------------------- | ---------------------- | -------- | -------- | -------- | -------- |
|      | Massimo Guadagni       | Pettinelli Triathlon   | 01:00:12 | 03:10:47 | 01:47:31 | 05:58:30 |
|      | Nicola Carpanese       | Fun Tri Team           | 00:58:41 | 03:19:35 | 01:47:13 | 06:05:29 |
|      | Werner Leitner         | Federazione Austriaca  | 01:00:21 | 03:24:17 | 01:54:10 | 06:18:48 |
| 4    | Andrea Babini          | S.Baracca Lugo         | 01:07:28 | 03:18:54 | 01:59:37 | 06:25:59 |
| 5    | Diego Gazzari          | Silca Ultralite        | 00:58:22 | 03:30:01 | 02:00:13 | 06:28:36 |
| 6    | Alberto Roviera        | Torino Triathlon       | 01:14:13 | 03:23:18 | 01:55:23 | 06:32:54 |
| 7    | Giovanni Bertagnin     | Forze Armate Triathlon | 01:14:27 | 03:23:13 | 01:58:18 | 06:35:58 |
| 8    | Giovanni Annicchiarico | Acquadela Bologna      | 01:12:27 | 03:31:45 | 01:54:24 | 06:38:36 |
| 9    | Roberto Travenzoli     | Marche Ms              | 01:06:17 | 03:31:30 | 02:07:05 | 06:44:52 |
| 10   | Luigi Bacco            | Happidea Triathlon     | 01:05:31 | 03:29:11 | 02:13:08 | 06:47:50 |
| 11   | Piero Poli             | Triathlon Lecco        | 01:14:16 | 03:20:41 | 02:13:08 | 06:48:05 |
| 12   | Roberto Guidarelli     | Marche Ms              | 01:13:35 | 03:35:59 | 01:59:19 | 06:48:53 |
| 13   | Denis Giovannetti      | Triathlon Club Pistoia | 01:12:32 | 03:25:07 | 02:11:21 | 06:49:00 |
| 14   | Claudio Brazzarola     | Pro Patria Milano      | 01:20:35 | 03:31:56 | 01:58:02 | 06:50:33 |
| 15   | Claudio Castelli       | Tevere Triathlon       | 01:07:49 | 03:29:59 | 02:14:09 | 06:51:57 |
| 16   | Ulrich Fluhme          | Federazione Tedesca    | 01:08:20 | 03:28:30 | 02:16:01 | 06:52:51 |
| 17   | Filippo Bandini        | Forze Armate Triathlon | 01:09:57 | 03:37:38 | 02:06:06 | 06:53:41 |
| 18   | Stefan Fink            | Läufer Club Bozen      | 01:12:35 | 03:36:38 | 02:07:18 | 06:56:31 |
| 19   | Filippo Zucchetti      | Padova Triathlon       | 01:08:22 | 03:41:17 | 02:09:01 | 06:58:40 |
| 20   | Alberto Puccetti       | Acquadela Bologna      | 01:08:00 | 03:32:59 | 02:18:52 | 06:59:51 |

### Élite donne
| Pos. | Atleta                | Società sportiva        | Nuoto    | Bici     | Corsa    | Totale   |
| ---- | --------------------- | ----------------------- | -------- | -------- | -------- | -------- |
|      | Astrid Perathoner     | F.I.Tri.                | 01:02:43 | 03:31:57 | 02:12:26 | 06:47:06 |
|      | Mirella Gandellini    | Zeppelin Triathlon Team | 01:07:24 | 03:40:25 | 02:10:16 | 06:58:05 |
|      | Francesca Bentivoglio | Triathlon Lecco         | 01:13:36 | 03:40:22 | 02:24:20 | 07:18:18 |
| 4    | Monika Altenreiter    | Federazione Austriaca   | 01:02:49 | 03:48:05 | 02:30:13 | 07:21:07 |
| 5    | Mariella Bighelli     | S.C.A.                  | 01:21:11 | 03:57:03 | 02:16:29 | 07:34:43 |
| 6    | Beverley Gibson       | Alba Triathlon          | 01:15:41 | 03:55:23 | 02:36:44 | 07:47:48 |
| 7    | Elaine Bocchini       | Bike Store Tri          | 01:05:55 | 04:16:19 | 02:59:39 | 08:21:53 |